# Henry Grattan
Henry Grattan (ur. 3 lipca 1746, zm. 6 czerwca 1820) – irlandzki polityk, przeciwnik Unii z Wielką Brytanią oraz działacz na rzecz niepodległości Irlandii. Członek parlamentu irlandzkiego w latach 1775–1801 oraz członek parlamentu brytyjskiego po Unii z Wielką Brytanią z 1800 w latach 1803–1820.

## Życiorys
Urodził się w Dublinie, w rodzinie protestanckiej. Studiował na Trinity College w Dublinie. W tym czasie szczególnie interesował się literaturą klasyczną.

### Działalność Polityczna
Henry Grattan został członkiem irlandzkiej izby gmin w 1775 roku (reprezentował w niej magnata H. Flooda). Walczył o wolność w samodzielnym tworzeniu prawa przez irlandzki Parlament, jako że decyzje tego organu zależne były od zatwierdzenia przez Westminster. Ponadto brytyjskie organy domagały się i praktykowały bezpośrednie rządy Londynu nad Irlandią, czemu H. Grattan ostro się przeciwstawiał. Był przeciwnikiem unii Irlandii z Wielką Brytanią powstałej w 1801 roku. W 1782 roku przekazał irlandzkiemu Parlamentowi napisany poza parlamentem, przez ochotników, projekt deklaracji niepodległości tegoż Parlamentu. Po miesięcznych negocjacjach dokument ów został przyjęty i wzbudził entuzjazm wśród jego zwolenników. H. Grattan krzyczał, że Irlandia jest już narodem. Widział potrzebę reform, gdyż irlandzki Parlament nie miał kontroli nad irlandzkim Rządem, wciąż zależnym od Londynu. Poprzez stworzony w Irlandii dyskryminujący system prawny zwany „Penal Law”, Katolicy byli wykluczeni z życia publicznego. Choć stanowili większość, nie mieli oni reprezentacji w swoim Parlamencie. Nawołując do emancypacji dyskryminowanych Katolików, H. Grattan pozostawał jednak lojalny wobec Korony. Swoją lojalnością zaskarbił sobie sympatię członków Parlamentu brytyjskiego, który to organ pozostawał jednak pod silnym wpływem Króla i nie zgadzał się na ustępstwa wobec katolików. Opór Londynu pchał kraj ku rebelii. H. Grattan ostrzegał przed stanem bezprawia w jaki popadła Irlandia, nie zyskiwał już jednak wielu zwolenników w Izbie Gmin. Kiedy jako emeryt wycofał się z Parlamentu w 1797 roku, atakował rząd na łamach pisma. Od 1803 roku, aż do swojej śmierci, reprezentował Irlandię w Parlamencie brytyjskim.